# Dalaman
Dalaman – miasto położone w południowo-zachodniej części Turcji, w prowincji Muğla. Dalaman jest znane z międzynarodowego lotniska, które obsługuje miliony turystów jeżdżących do pobliskich miast jak Marmaris, Fethiye, Ölüdeniz i Hisarönü.
Lotnisko (IATA: DLM, ICAQ: LTBS) jest małe w porównaniu do pozostałych lotnisk w Turcji. W 2006 roku został oddany nowy międzynarodowy port lotniczy. Lądują i startują tam samoloty z linii lotniczych takich jak: Turkish Airlines, Onur Air, Pegasus Airlines i Freebird Airlines. Z daleka od głównej części miasta, znajduje się jedno z największych więzień w Turcji.